# Paradromulia variegata
Paradromulia variegata là một loài bướm đêm trong họ Geometridae.